# Milnathort
Milnathort är en ort i Storbritannien.   Den ligger i kommunen Perth and Kinross och riksdelen Skottland, i den norra delen av landet, 600 km norr om huvudstaden London. Milnathort ligger 118 meter över havet och antalet invånare är 1 885. Den ligger vid sjön Loch Leven.
Terrängen runt Milnathort är varierad.Runt Milnathort är det tätbefolkat, med 493 invånare per kvadratkilometer. Närmaste större samhälle är Perth, 18,7 km norr om Milnathort. Trakten runt Milnathort består i huvudsak av gräsmarker.